# Cloud Nine (álbum)
Cloud Nine é o nono álbum de estúdio do cantor e compositor britânico George Harrison, lançado em novembro de 1987.
Com produção musical do próprio cantor em parceria com Jeff Lynne, o projeto é considerado pela crítica um dos melhores discos de um ex-membro dos Beatles em carreira solo. Foi lançado após uma longa fase de pouca notoriedade da obra de Harrison, e o sucesso do single "Got My Mind Set on You" o recolocou nas paradas.
Cloud Nine recebeu várias participações de músicos notáveis em sua parte instrumental, incluindo nomes como Ringo Starr, Elton John e Eric Clapton.

## Faixas
1. "Cloud 9" (Harrison)
2. "That's What It Takes" (Harrison/Lynne/Wright)
3. "Fish on the Sand" (Harrison)
4. "Just for Today" (Harrison)
5. "This Is Love" (Harrison/Lynne)
6. "When We Was Fab" (Harrison/Lynne)
7. "Devil's Radio" (Harrison)
8. "Someplace Else" (Harrison)
9. "Wreck of the Hesperus" (Harrison)
10. "Breath Away from Heaven" (Harrison)
11. "Got My Mind Set on You" (Clark)